# Glanzkopftaube
Die Glanzkopftaube (Columba iriditorques), auch Bronzenackentaube genannt, ist eine Art der Taubenvögel. Sie kommt ausschließlich im westlichen Afrika vor.
Die Bestandssituation der Glanzkopftaube wurde 2016 in der Roten Liste gefährdeter Arten der IUCN als „Least Concern (LC)“ = „nicht gefährdet“ eingestuft.

## Merkmale
Die Glanzkopftaube erreicht eine Körperlänge von 25 Zentimeter und bleibt dabei etwas kleiner als eine Lachtaube, sie hat allerdings einen etwas kompakteren Körperbau als diese. Sie wiegt zwischen 120 und 130 Gramm. Es gibt einen ausgeprägten Geschlechtsdimorphismus.
Beim Männchen sind Gesicht, Stirn und Scheitel blaugrau und gehen am Nacken und hinterem Hals in ein irisierendes Smaragdgrün über. Der Mantel ist leuchtend purpurrot und endet in einem irisierenden smaragdgrünen Band. Die Flügel sind grauschwarz, der Rücken und der Bürzel sind dunkel blaugrau. Die Brust und der Bauch sind mauvefarben. Die Unterschwanzdecken sind kastanienbraun. Der Schnabel ist blaugrau und hellt zur Spitze hin auf. Die Iris ist rosarot, der Augenring ist rot. Die Füße und Beine sind blassrot bis hellrot.
Beim Weibchen ist der Scheitel aschbraun, der Nacken ist glänzend bronzebraun. Das Kinn und die Kehle sind isabellfarben, die Brust und der Bauch sind bräunlich grau.
Jungvögel sind grundsätzlich matter gefärbt und haben mehr braune Gefiederpartien.

## Verwechselungsmöglichkeiten
Das Verbreitungsgebiet der Glanzkopftaube grenzt an die Verbreitungsgebiete dreier weiterer Feldtauben an und überlappt sich teilweise mit diesen.
Die Weißgenicktaube  (Columba albinucha) ist deutlich größer und hat einen weißen Nacken. Ihr fehlt auch der irisierende Glanz am Kopf oder Hals. Die Rotschnabel-Oliventaube (Columba sjostedti) ist ebenfalls deutlich größer und hat kastanienbraune und graue Flügel, die Flügeldecken sind weiß gefleckt. Brust und der hintere Bauch sind dunkel kastanienbraun. Die Zimttaube (Columba larvata) hat keine irisierende Gefiederpartien und ist ein Bodenbewohner.

## Verbreitungsgebiet und Lebensraum
Das Verbreitungsgebiet der Glanzkopftaube ist das westliche Afrika von Sierra Leone bis in den Norden von Angola und das Kongogebiet. Das Verbreitungsgebiet ist an der westafrikanischen Küste nicht zusammenhängend. Die Populationen in Sierra Leone, Elfenbeinküste und Ghana sind voneinander isoliert. Die größten zusammenhängenden Bestände gibt es im Bereich des Kongo. In großen Teilen des Verbreitungsgebietes gilt die Glanzkopftaube als eine seltene Taubenart. Es wird jedoch für möglich gehalten, dass die Taube wegen ihrer heimlichen Lebensart häufiger übersehen wird.
Der Lebensraum der Glanzkopftaube sind immergrüne feuchte Wälder der Tiefebenen in Gewässernähe. Sie nutzt auch Sekundärwald, wenn dieser etwas weiter entwickelt ist.

## Lebensweise
Die Glanzkopftaube ist ein scheuer Waldbewohner, der paarweise oder in kleinen Trupps lebt. Ihre Nahrung findet sie überwiegend in Baumwipfeln. Gelegentlich ist sie auch mit Kongotauben (Columba unicincta) vergesellschaftet. Ihr breites Nahrungsspektrum umfasst Früchte und Beeren.
Das Fortpflanzungsverhalten der Glanzkopftaube ist noch nicht abschließend untersucht. Brütende Vögel hat man in Liberia im Zeitraum März bis September, in Zaire von Dezember bis März und in Sambia im Oktober beobachtet. Es handelt sich jedoch jeweils um nur einige wenige Beobachtungen, da die Taube in den Baumwipfeln schwer auszumachen ist. Das einzige bis 2001 gefundene Nest war eine lose Plattform von Zweigen, das sich nur 1,2 Meter oberhalb des Erdbodens befand. Glanzkopftauben legen nur ein einzelnes Ei.

## Haltung
Glanzkopftauben wurden 1928 erstmals durch den Londoner Zoo importiert. 1978 gab es einen Import von insgesamt 15 Individuen nach Deutschland, mit denen jedoch keine Zucht gelang.

## Einzelbelege
1. ↑  
Columba iriditorques in der Roten Liste gefährdeter Arten der IUCN 2016. Eingestellt von: BirdLife International, 2016. Abgerufen am 3. Oktober 2017.
2. 1 2   Gibbs, Barnes und Cox: Pigeons and Doves, S. 233.
3. 1 2 3 4   Gibbs, Barnes und Cox: Pigeons and Doves, S. 234.
4. ↑   Rösler: Die Wildtauben der Erde. S. 108